# ایستگاهNEC RISC
این ایستگاه ریسک یک خط از کامپیوتر ایستگاه‌های کاری ساخته شده توسط ان ای سی در اواسط دهه ۱۹۹۰ بود که بر اساس میپس ریسک ریزپردازنده است و برای اجرای مایکروسافت ویندوز طراحی شده‌است. مجموعه ای از ماشین‌های تقریباً یکسان نیز به صورت پیکربندی بدون سر (یعنی بدون کارت گرافیک یا فریم بافر) به عنوان ریسک سرور و برای استفاده به عنوان سرورهای کارگروه ویندوز در نظر گرفته شده بودند.
ریسک ۲۰۰۰ در ماه ژوئیه ۱۹۹۴ توسط ان‌ای‌سی برای موجود شدن برنامه‌ریزی شده برای پایان تابستان آن سال به همراه انتشار ویندوز دیتونا معرفی شد.

## توسعه تاریخی
ایستگاه‌های ریسک بر اساس یک ساختار تغییریافتهٔ جاز تحت لیسانس شرکت سیستمهای کامپیوتری میپس (که در اصل توسط مایکروسافت طراحی شده بود) هستند.
هرچند از نظر ساختاری شبیه به کامپیوترهای شخصی هم عصر خود intel 80386-based (برای مثال، یک باس پی سی آی) ایستگاه ریسک سریعتر از ایستگاه‌های بر پایه پنتیوم زمان خود بود.
اگرچه بر اساس طراحی جاز، ایستگاه‌های رسک از G364 framebuffer استفاده نکردند، در عوض از یک کارت ویدیو S3 968-based یا یک 3Dlabs GLiNT-based adapter در یک اسلات پی سی آی استفاده می‌کنند.

## فاکتور فرم
همه ایستگاه‌های ریسک از یک استاندارد ای بی ام-شکل برج یا برج کوچک و یک مادربرد که در استاندارد فاکتور فرم ای تی، و لوازم جانبی کامپیوتر (مانند کارت گرافیک) برای گسترش محیطی استفاده می‌کردند.

## سیستم عامل
چند سیستم عامل ایستگاه‌های ریسک را پشتیبانی می‌کردند.
مانند همه رایانه‌های میپس مبتنی بر جاز (مانند میپس مگنوم), ایستگاه‌های ریسک کنسول قوس میانافزار را برای بوت شدن ویندوز در حالت اندیان کوچک اجرا می‌کردند. معماری میپس سوم قادر به اجرا کردن عملیات‌های اندیان کوچک یا بزرگ-اندی هستند.
با این حال مایکروسافت پس از نسخه ۴٫۰ پشتیبانی از معماری میپس را در ویندوز ان تی متوقف کرد. تولید ایستگاه‌های ریسک در سال ۱۹۹۶ متوقف شد.
علاوه بر ویندوز ان تی، ان ای سی یک نسخه از یونیکس سیستم پنجم را به ایستگاه ریسک انتقال داد.
اگر چه لینوکس/میپس از ایستگاه‌های ریسک پشتیبانی نمی‌کند آنها توسط نت بی اس دی به عنوان نت بی اس دی/آرک پشتیبانی می‌شوند و قبل از خاتمه یافتن درگاد در ۱۹۹۸ توسط اوپن بی اس دی پشتیبانی می‌شدند.

## مدل‌ها
خط ریسک شامل:
- تصویر ایستگاه ریسک - ایسر پیکا نصب شده
- ریسک ۲۰۰۰
  - دو پردازنده اسامپی سیستم با دو میپس ۱۵۰ مگاهرتز ۴۴۰۰ ریزپردازنده
  - عیسی[۴]
  - ۵۳۷۰۰
- ریسک ۲۲۰۰
  - سیستم تک پردازنده با میکروپروسسور ۴۴۰۰ میپس
- ایستگاه ۲۲۵۰
- ایستگاه ۴۴۰۰
  - سیستم دو پردازنده اس ام پی با دو میکروپروسسور ۲۵۰ مگاهرتزی ۴۴۰۰ ریزپردازنده

## قیمت گذاری
در ماه مارس، ۱۹۹۵، پیکربندی دو پردازنده از ریسک استیشن ۲۰۰۰ در حدود ۱۴٬۰۰۰ دلار قیمت گذاری شد، و مجهز به دو پردازنده ۱۵۰ مگاهرتز میپس ر۴۴۰۰، ۶۴ مگابایت رم، یک ۱ گیگابایت هارد دیسک اسکسی، یک درایو سی دی رام ۳ برابر و یک مانیتور ۱۷ اینچی گردن نام تجاری.